# Hans Jakob Wehe
Hans Jakob Wehe († 5. April 1525 nahe Leipheim) war ein Prediger und Bauernführer.

## Leben und Wirken
Hans Jakob Wehe, ein Vetter des Reformators Johann Eberlin von Günzburg, predigte um Leipheim herum 1524 die neuevangelische Lehre. Auf Wunsch des Augsburger Bischofs verwies ihn der Stadtrat von Ulm aus Leipheim und der Bischof bannte ihn.
Als im Jahr 1525 Bauernunruhen in dieser Gegend ausbrachen, wurde Wehe als Anstifter derselben beschuldigt, und am 3. März 1525 beschloss der Ulmer Stadtrat seine Verhaftung. Im Verlauf desselben Monats sammelte sich in und um Leipheim ein großer Bauernhaufen, der Leipheimer Haufen, der die herrschaftlichen Anwesen der Gegend plünderte, wobei Wehe die Aufgabe erhielt, eine Kriegskasse aus dem Geplünderten zu bilden. So überfielen die Bauern das Bühler Schloss, Attenhofen, Weißenhorn und am 1. April 1525 das Kloster Roggenburg. Anfang April kehrten die Aufständischen nach Leipheim zurück und nahmen die Stadt Günzburg ein.
Da jedoch das Heer des gegnerischen Schwäbischen Bundes in die Nähe zog, knüpfte Wehe Verbindungen mit entfernten Bauernhaufen. Nach von den Bauern verlorenen Gefechten mit dem Bund zogen sich dieselben nach Leipheim und Günzburg zurück. Es ist allerdings ungewiss, ob Wehe in diesen Kämpfen anwesend war. Auf jeden Fall beteiligte er sich aber an der Verteidigung von Leipheim. Als die Stadt sich ergab, floh Wehe, wurde aber bald darauf entdeckt und soll noch versucht haben, seine Freiheit zu erkaufen, was misslang. Am 5. April 1525 wurden Wehe und 7 weitere Bauernführer von einem Kriegsrat zum Tode verurteilt und am selben Tag auf einem benachbarten Acker nahe dem Dorf Bubesheim hingerichtet.